# Repêchage d'entrée dans la LNH 2014
2013 2015
Le repêchage d'entrée dans la Ligue nationale de hockey 2014 est le 52e repêchage d'entrée de l'histoire de la Ligue nationale de hockey (LNH). Il se tient le 27 et 28 juin 2014 au Wells Fargo Center, le domicile des Flyers de Philadelphie

## Meilleurs espoirs
Les tableaux ci-dessous présentent les meilleurs joueurs évoluant soit dans les championnats d'Amérique du Nord soit en Europe.
| Rang | En Amérique du Nord               | En Europe                                 |
| ---- | --------------------------------- | ----------------------------------------- |
| 1    | Sam Bennett (Centre)              | Kasperi Kapanen (Ailier droit)            |
| 2    | Aaron Ekblad (Défenseur)          | William Nylander (Centre ou ailier droit) |
| 3    | Sam Reinhart (Centre)             | Kevin Fiala (Ailier gauche)               |
| 4    | Leon Draisaitl (Centre)           | Jakub Vrána (Centre)                      |
| 5    | Michael Dal Colle (Ailier gauche) | David Pastrňák (Ailier droit)             |
| 6    | Jake Virtanen (Ailier droit)      | Adrian Kempe (Ailier gauche)              |
| 7    | Nick Ritchie (Ailier gauche)      | Marcus Pettersson (Défenseur)             |
| 8    | Brendan Perlini (Ailier gauche)   | Ondřej Kaše (Ailier droit)                |
| 9    | Haydn Fleury (Défenseur)          | Sebastian Aho (Défenseur)                 |
| 10   | Jared McCann (Centre)             | Dominik Mašín (Défenseur)                 |

| Rang | En Amérique du Nord | En Europe        |
| ---- | ------------------- | ---------------- |
| 1    | Thatcher Demko      | Ville Husso      |
| 2    | Mason McDonald      | Jonas Johansson  |
| 3    | Brent Moran         | Linus Söderström |

## Le repêchage

### Premier tour
| Rang | Joueur            | Position                | Nationalité        | Équipe LNH                                                    | Repêché de                                       |
| ---- | ----------------- | ----------------------- | ------------------ | ------------------------------------------------------------- | ------------------------------------------------ |
| 1    | Aaron Ekblad      | Défenseur               | Canada             | Panthers de la Floride                                        | Colts de Barrie (LHO)                            |
| 2    | Sam Reinhart      | Centre                  | Canada             | Sabres de Buffalo                                             | Ice de Kootenay (LHOu)                           |
| 3    | Leon Draisaitl    | Ailier gauche ou centre | Allemagne          | Oilers d'Edmonton                                             | Raiders de Prince Albert (LHOu)                  |
| 4    | Sam Bennett       | Centre                  | Canada             | Flames de Calgary                                             | Frontenacs de Kingston (LHO)                     |
| 5    | Michael Dal Colle | Ailier gauche           | Canada             | Islanders de New York                                         | Generals d'Oshawa (LHO)                          |
| 6    | Jake Virtanen     | Ailier gauche           | Canada             | Canucks de Vancouver                                          | Hitmen de Calgary (LHOu)                         |
| 7    | Haydn Fleury      | Défenseur               | Canada             | Hurricanes de la Caroline                                     | Rebels de Red Deer (LHOu)                        |
| 8    | William Nylander  | Centre ou ailier droit  | Canada Suède       | Maple Leafs de Toronto                                        | Sodertalje SK (Allsvenskan)                      |
| 9    | Nikolaj Ehlers    | Ailier gauche           | Danemark           | Jets de Winnipeg                                              | Mooseheads d'Halifax (LHJMQ)                     |
| 10   | Nick Ritchie      | Ailier gauche           | Canada             | Ducks d'Anaheim · ( Ottawa)                                   | Petes de Peterborough (LHO)                      |
| 11   | Kevin Fiala       | Ailier gauche           | Suisse             | Predators de Nashville                                        | HV71 (SHL)                                       |
| 12   | Brendan Perlini   | Ailier gauche           | Canada             | Coyotes de l'Arizona                                          | IceDogs de Niagara (LHO)                         |
| 13   | Jakub Vrána       | Centre                  | République tchèque | Capitals de Washington                                        | Linkopings HC (SHL)                              |
| 14   | Julius Honka      | Défenseur               | Finlande           | Stars de Dallas                                               | Broncos de Swift Current (LHOu)                  |
| 15   | Dylan Larkin      | Centre                  | États-Unis         | Red Wings de Détroit                                          | Équipe des États-Unis des moins de 18 ans (USHL) |
| 16   | Sonny Milano      | Ailier gauche           | États-Unis         | Blue Jackets de Columbus                                      | Équipe des États-Unis des moins de 18 ans (USHL) |
| 17   | Travis Sanheim    | Défenseur               | Canada             | Flyers de Philadelphie                                        | Hitmen de Calgary (LHOu)                         |
| 18   | Alex Tuch         | Centre                  | États-Unis         | Wild du Minnesota                                             | Équipe des États-Unis des moins de 18 ans (USHL) |
| 19   | Anthony DeAngelo  | Défenseur               | États-Unis         | Lightning de Tampa Bay                                        | Sting de Sarnia (LHO)                            |
| 20   | Nick Schmaltz     | Centre                  | États-Unis         | Blackhawks de Chicago · ( San José)                           | Gamblers de Green Bay (USHL)                     |
| 21   | Robby Fabbri      | Centre                  | Canada             | Blues de Saint-Louis                                          | Storm de Guelph (LHO)                            |
| 22   | Kasperi Kapanen   | Ailier droit            | Finlande           | Penguins de Pittsburgh                                        | KalPa (Liiga)                                    |
| 23   | Conner Bleackley  | Centre                  | Canada             | Avalanche du Colorado                                         | Rebels de Red Deer (LHOu)                        |
| 24   | Jared McCann      | Centre                  | Canada             | Canucks de Vancouver · ( Anaheim)                             | Greyhounds de Sault Ste. Marie (LHO)             |
| 25   | David Pastrňák    | Ailier gauche           | République tchèque | Bruins de Boston                                              | Södertälje SK (Allsvenskan)                      |
| 26   | Nikita Chtcherbak | Ailier gauche           | Russie             | Canadiens de Montréal                                         | Blades de Saskatoon (LHOu)                       |
| 27   | Nikolaï Goldobine | Ailier droit            | Russie             | Sharks de San José · ( Chicago)                               | Sting de Sarnia (LHO)                            |
| 28   | Joshua Ho-Sang    | Ailier droit            | Canada             | Islanders de New York · ( Tampa Bay) · ( Rangers de New York) | Spitfires de Windsor (LHO)                       |
| 29   | Adrian Kempe      | Ailier droit            | Suède              | Kings de Los Angeles                                          | MODO (SHL)                                       |
| 30   | John Quenneville  | Centre                  | Canada             | Devils du New Jersey                                          | Wheat Kings de Brandon (LHOu)                    |

### Deuxième tour
| Rang | Joueur                | Position      | Nationalité        | Équipe LNH                                                       | Repêché de                                       |
| ---- | --------------------- | ------------- | ------------------ | ---------------------------------------------------------------- | ------------------------------------------------ |
| 31   | Brendan Lemieux       | Attaquant     | Canada             | Sabres de Buffalo                                                | Colts de Barrie (LHO)                            |
| 32   | Jayce Hawryluk        | Ailier droit  | Canada             | Panthers de la Floride                                           | Wheat Kings de Brandon (LHOu)                    |
| 33   | Ivan Barbachiov       | Attaquant     | Russie             | Blues de Saint-Louis · ( Edmonton)                               | Wildcats de Moncton (LHJMQ)                      |
| 34   | Mason McDonald        | Gardien       | Canada             | Flames de Calgary                                                | Islanders de Charlottetown (LHJMQ)               |
| 35   | Dominik Mašín         | Défenseur     | République tchèque | Lightning de Tampa Bay · ( Islanders)                            | HC Slavia Prague (Extraliga junior)              |
| 36   | Thatcher Demko        | Gardien       | États-Unis         | Canucks de Vancouver                                             | Eagles de Boston College (NCAA)                  |
| 37   | Alexander Nedeljkovic | Gardien       | États-Unis         | Hurricanes de la Caroline                                        | Whalers de Plymouth (LHO)                        |
| 38   | Marcus Pettersson     | Défenseur     | Suède              | Ducks d'Anaheim · ( Toronto)                                     | Skellefteå AIK (J20 SuperElit)                   |
| 39   | Vítek Vaněček         | Gardien       | République tchèque | Capitals de Washington · ( Buffalo) · ( Minnesota) · ( Winnipeg) | HC Bílí Tygři Liberec (Extraliga junior)         |
| 40   | Andreas Englund       | Défenseur     | Suède              | Sénateurs d'Ottawa                                               | Djurgården Hockey (Allsvenskan)                  |
| 41   | Joshua Jacobs         | Défenseur     | États-Unis         | Devils du New Jersey                                             | Ice d'Indiana (USHL)                             |
| 42   | Vladislav Kamenev     | Attaquant     | Russie             | Predators de Nashville                                           | Stalnye Lissy (MHL)                              |
| 43   | Ryan MacInnis         | Centre        | États-Unis         | Coyotes de l'Arizona                                             | Rangers de Kitchener (LHO)                       |
| 44   | Eric Cornel           | Centre        | Canada             | Sabres de Buffalo · ( Washington)                                | Petes de Peterborough (LHO)                      |
| 45   | Brett Pollock         | Ailier gauche | Canada             | Stars de Dallas                                                  | Oil Kings d'Edmonton (LHOu)                      |
| 46   | Julius Bergman        | Défenseur     | Suède              | Sharks de San José ( Nashville) · ( Détroit)                     | Frölunda HC (J20 SuperElit)                      |
| 47   | Ryan Collins          | Défenseur     | États-Unis         | Blue Jackets de Columbus                                         | Équipe des États-Unis des moins de 18 ans (USHL) |
| 48   | Nicolas Aubé-Kubel    | Ailier droit  | Canada             | Flyers de Philadelphie                                           | Foreurs de Val-d'Or (LHJMQ)                      |
| 49   | Václav Karabáček      | Ailier droit  | République tchèque | Sabres de Buffalo · ( Minnesota)                                 | Olympiques de Gatineau (LHJMQ)                   |
| 50   | Roland McKeown        | Défenseur     | Canada             | Kings de Los Angeles · ( Vancouver) · ( Tampa Bay)               | Frontenacs de Kingston (LHO)                     |
| 51   | Jack Dougherty        | Défenseur     | États-Unis         | Predators de Nashville · ( San José)                             | Équipe des États-Unis des moins de 18 ans (USHL) |
| 52   | Maksim Letounov       | Attaquant     | Russie             | Blues de Saint-Louis                                             | Phantoms de Youngstown (USHL)                    |
| 53   | Noah Rod              | Ailier droit  | Suisse             | Sharks de San José · ( Pittsburgh)                               | Genève-Servette HC (Élite Junior A)              |
| 54   | Hunter Smith          | Ailier droit  | Canada             | Flames de Calgary · ( Colorado)                                  | Generals d'Oshawa                                |
| 55   | Brandon Montour       | Défenseur     | Canada             | Ducks d'Anaheim                                                  | Black Hawks de Waterloo (USHL)                   |
| 56   | Ryan Donato           | Centre        | États-Unis         | Bruins de Boston                                                 | Dexter School (USHS)                             |
| 57   | Johnathan MacLeod     | Défenseur     | États-Unis         | Lightning de Tampa Bay · ( Islanders) · ( Montréal)              | Équipe des États-Unis des moins de 18 ans (USHL) |
| 58   | Christian Dvorak      | Ailier gauche | États-Unis         | Coyotes de l'Arizona · ( Chicago)                                | Knights de London (LHO)                          |
| 59   | Brandon Halverson     | Gardien       | États-Unis         | Rangers de New York                                              | Greyhounds de Sault-Sainte-Marie (LHO)           |
| 60   | Alex Lintuniemi       | Défenseur     | Finlande           | Kings de Los Angeles · ( Buffalo) · ( Los Angeles)               | 67 d'Ottawa (LHO)                                |

### Troisième tour
| Rang | Joueur             | Position      | Nationalité | Équipe LNH                                                        | Repêché de                                       |
| ---- | ------------------ | ------------- | ----------- | ----------------------------------------------------------------- | ------------------------------------------------ |
| 61   | Jonas Johansson    | Gardien       | Suède       | Sabres de Buffalo                                                 | Brynäs IF (J20 Super Elit)                       |
| 62   | Justin Kirkland    | Ailier gauche | Canada      | Predators de Nashville · ( San José) · ( Chicago) · ( Floride)    | Rockets de Kelowna (LHOu)                        |
| 63   | Dominic Turgeon    | Centre        | Canada      | Red Wings de Détroit · ( Columbus) · ( Los Angeles) · ( Edmonton) | Winterhawks de Portland (LHOu)                   |
| 64   | Brandon Hickey     | Défenseur     | Canada      | Flames de Calgary                                                 | Saints de Spruce Grova (LHJA)                    |
| 65   | Juho Lammikko      | Ailier droit  | Finlande    | Panthers de la Floride · ( Islanders)                             | Ässät (Jr. A SM-liiga)                           |
| 66   | Nikita Triamkine   | Défenseur     | Russie      | Canucks de Vancouver                                              | Avtomobilist Iekaterinbourg (KHL)                |
| 67   | Warren Foegele     | Ailier droit  | Canada      | Hurricanes de la Caroline                                         | St. Andrew's College (CAHS)                      |
| 68   | Rinat Valiev       | Défenseur     | Russie      | Maple Leafs de Toronto                                            | Ice de Kootenay (LHOu)                           |
| 69   | Jack Glover        | Défenseur     | États-Unis  | Jets de Winnipeg                                                  | Équipe des États-Unis des moins de 18 ans (USHL) |
| 70   | Miles Gendron      | Défenseur     | États-Unis  | Sénateurs d'Ottawa                                                | Rivers School (USHS)                             |
| 71   | Connor Chatham     | Ailier droit  | Canada      | Devils du New Jersey                                              | Whalers de Plymouth (LHO)                        |
| 72   | Alex Schoenborn    | Ailier droit  | États-Unis  | Sharks de San José · ( Nashville)                                 | Winterhawks de Portland (LHOu)                   |
| 73   | Brett Lernout      | Défenseur     | Canada      | Canadiens de Montréal · ( Arizona)                                | Broncos de Swift Current (LHOu)                  |
| 74   | Brycen Martin      | Défenseur     | Canada      | Sabres de Buffalo · ( Washington)                                 | Broncos de Swift Current (LHOu)                  |
| 75   | Alexander Peters   | Défenseur     | Canada      | Stars de Dallas                                                   | Whalers de Plymouth (LHO)                        |
| 76   | Elvis Merzļikins   | Gardien       | Lettonie    | Blue Jackets de Columbus · ( Détroit)                             | HC Lugano (LNA)                                  |
| 77   | Blake Siebenaler   | Défenseur     | États-Unis  | Blue Jackets de Columbus                                          | IceDogs de Niagara (LHO)                         |
| 78   | Ilia Sorokine      | Gardien       | Russie      | Islanders de New York · ( Philadelphie)                           | Metallourg Novokouznetsk (KHL)                   |
| 79   | Brayden Point      | Centre        | Canada      | Lightning de Tampa Bay · ( Minnesota)                             | Warriors de Moose Jaw (LHOu)                     |
| 80   | Louis Belpedio     | Défenseur     | États-Unis  | Wild du Minnesota · ( Tampa Bay)                                  | Équipe des États-Unis des moins de 18 ans (USHL) |
| 81   | Dylan Sadowy       | Ailier gauche | Canada      | Sharks de San José                                                | Spirit de Saginaw (LHO)                          |
| 82   | Jake Walman        | Défenseur     | Canada      | Blues de Saint-Louis                                              | Junior Canadiens de Toronto (LHJO)               |
| 83   | Matheson Iacopelli | Ailier droit  | États-Unis  | Blackhawks de Chicago · ( Calgary) · ( Pittsburgh)                | Lumberjacks de Muskegon (USHL)                   |
| 84   | Kyle Wood          | Défenseur     | Canada      | Avalanche du Colorado                                             | Battalion de North Bay (LHO)                     |
| 85   | Keegan Iverson     | Centre        | États-Unis  | Rangers de New York · ( Vancouver) · ( Anaheim)                   | Winterhawks de Portland (LHOu)                   |
| 86   | Mark Friedman      | Défenseur     | Canada      | Flyers de Philadelphie · ( Boston)                                | Black Hawks de Waterloo (USHL)                   |
| 87   | Anton Karlsson     | Ailier droit  | Suède       | Coyotes de l'Arizona · ( Montréal)                                | Frölunda HC (J20 SuperElit)                      |
| 88   | Beau Starrett      | Ailier gauche | États-Unis  | Blackhawks de Chicago                                             | Kings de South Shore (USPHL)                     |
| 89   | Nathan Walker      | Ailier gauche | Australie   | Capitals de Washington · ( Rangers de New York)                   | Bears de Hershey (LAH)                           |
| 90   | Michael Amadio     | Centre        | Canada      | Kings de Los Angeles                                              | Battalion de North Bay (LHO)                     |

### Quatrième tour
| Rang | Joueur              | Position                | Nationalité | Équipe LNH                                                     | Repêché de                                       |
| ---- | ------------------- | ----------------------- | ----------- | -------------------------------------------------------------- | ------------------------------------------------ |
| 91   | William Lagesson    | Défenseur               | Suède       | Oilers d'Edmonton · ( Minnesota) · ( Buffalo)                  | Frölunda HC (J20 SuperElit)                      |
| 92   | Joe Wegwerth        | Ailier droit            | États-Unis  | Panthers de la Floride                                         | Équipe des États-Unis des moins de 18 ans (USHL) |
| 93   | Nicholas Magyar     | Ailier droit            | États-Unis  | Avalanche du Colorado · ( Toronto) · ( Edmonton)               | Rangers de Kitchener (LHO)                       |
| 94   | Ville Husso         | Gardien                 | Finlande    | Blues de Saint-Louis · ( Toronto) · ( Calgary)                 | HIFK (Liiga)                                     |
| 95   | Linus Söderström    | Gardien                 | Suède       | Islanders de New York                                          | Djurgården Hockey (J20 SuperElit)                |
| 96   | Josh Wesley         | Défenseur               | États-Unis  | Hurricanes de la Caroline · ( Vancouver)                       | Whalers de Plymouth (LHO)                        |
| 97   | Lucas Wallmark      | Ailier droit            | Suède       | Hurricanes de la Caroline                                      | Luleå HF (SHL)                                   |
| 98   | Fredrik Olofsson    | Ailier gauche           | Suède       | Blackhawks de Chicago · ( Toronto)                             | Steel de Chicago (USHL)                          |
| 99   | Chase De Leo        | Centre                  | États-Unis  | Jets de Winnipeg                                               | Winterhawks de Portland (LHOu)                   |
| 100  | Shane Eiserman      | Ailier gauche           | États-Unis  | Sénateurs d'Ottawa                                             | Fighting Saints de Dubuque (USHL)                |
| 101  | Nelson Nogier       | Défenseur               | Canada      | Jets de Winnipeg · ( New Jersey)                               | Blades de Saskatoon (LHOu)                       |
| 102  | Alexis Vanier       | Défenseur               | Canada      | Sharks de San José · ( Nashville)                              | Drakkar de Baie-Comeau (LHJMQ)                   |
| 103  | John Piccinich      | Ailier droit            | États-Unis  | Maple Leafs de Toronto · ( Arizona)                            | Phantoms de Youngstown (USHL)                    |
| 104  | Ryan Mantha         | Ailier droit            | États-Unis  | Rangers de New York · ( Washington)                            | Musketeers de Sioux City (USHL)                  |
| 105  | Michael Prapavessis | Défenseur               | Canada      | Stars de Dallas                                                | Lakeshore Patriots de Toronto (LHJO)             |
| 106  | Christoffer Ehn     | Centre                  | Suède       | Red Wings de Détroit                                           | Frölunda HC (J20 SuperElit)                      |
| 107  | Julien Pelletier    | Ailier gauche           | Canada      | Blue Jackets de Columbus                                       | Screaming Eagles du Cap-Breton (LHJMQ)           |
| 108  | Devon Toews         | Défenseur               | Canada      | Islanders de New York · ( Philadelphie)                        | Bobcats de Quinnipiac (NCAA)                     |
| 109  | Kaapo Kähkönen      | Gardien                 | Finlande    | Wild du Minnesota                                              | Espoo Blues (Jr. A SM-liiga)                     |
| 110  | Austin Poganski     | Ailier droit            | États-Unis  | Blues de Saint-Louis · ( Tampa Bay)                            | Storm de Tri-City (USHL)                         |
| 111  | Zachary Nagelvoort  | Gardien                 | États-Unis  | Oilers d'Edmonton · ( San José)                                | Wolverines du Michigan (NCAA)                    |
| 112  | Viktor Arvidsson    | Ailier gauche           | Suède       | Predators de Nashville · ( Saint-Louis)                        | Skellefteå AIK (SHL)                             |
| 113  | Sam Lafferty        | Ailier droit            | États-Unis  | Penguins de Pittsburgh                                         | Big Green de Deerfield (USHS)                    |
| 114  | Alexis Pépin        | Ailier gauche           | Canada      | Avalanche du Colorado                                          | Olympiques de Gatineau (LHJMQ)                   |
| 115  | Brent Moran         | Gardien                 | Canada      | Stars de Dallas · ( Anaheim) · ( Washington) · ( Anaheim)      | IceDogs de Niagara (LHO)                         |
| 116  | Danton Heinen       | Centre ou ailier gauche | Canada      | Bruins de Boston                                               | Eagles de Surrey (LHCB)                          |
| 117  | Michael Bunting     | Ailier gauche           | Canada      | Coyotes de l'Arizona · ( Montréal)                             | Greyhounds de Sault-Sainte-Marie (LHO)           |
| 118  | Igor Chestiorkine   | Gardien                 | Russie      | Rangers de New York · ( Washington) · ( New York) · ( Chicago) | MHK Spartak (MHL)                                |
| 119  | Ben Thomas          | Défenseur               | Canada      | Lightning de Tampa Bay · ( Rangers)                            | Hitmen de Calgary (LHOu)                         |
| 120  | Steven Johnson      | Défenseur               | États-Unis  | Kings de Los Angeles                                           | Lancers d'Omaha (USHL)                           |

### Cinquième tour
| Rang | Joueur             | Position                | Nationalité        | Équipe LNH                                           | Repêché de                                       |
| ---- | ------------------ | ----------------------- | ------------------ | ---------------------------------------------------- | ------------------------------------------------ |
| 121  | Maxwell Willman    | Centre                  | États-Unis         | Sabres de Buffalo                                    | Williston Northampton School (USHS)              |
| 122  | Richard Nejezchleb | Ailier gauche           | République tchèque | Rangers de New York · ( Floride)                     | Wheat Kings de Brandon (LHOu)                    |
| 123  | Matthew Berkovitz  | Défenseur               | États-Unis         | Ducks d'Anaheim · ( Edmonton)                        | Ashwaubenon High School (USHS)                   |
| 124  | Jaedon Descheneau  | Ailier droit            | Canada             | Blues de Saint-Louis · ( Calgary)                    | Ice de Kootenay (LHOu)                           |
| 125  | Nikolas Koberstein | Défenseur               | Canada             | Canadiens de Montréal · ( New York)                  | Grizzlys d'Olds (LHJA)                           |
| 126  | Gustav Forsling    | Défenseur               | Suède              | Canucks de Vancouver                                 | Linköpings HC (J20 SuperElit)                    |
| 127  | Clark Bishop       | Centre                  | Canada             | Hurricanes de la Caroline                            | Screaming Eagles du Cap-Breton (LHJMQ)           |
| 128  | Dakota Joshua      | Centre                  | États-Unis         | Maple Leafs de Toronto                               | Stampede de Sioux Falls (USHL)                   |
| 129  | Clinston Franklin  | Ailier gauche           | États-Unis         | Jets de Winnipeg                                     | Stampede de Sioux Falls (USHL)                   |
| 130  | Liam Coughlin      | Ailier gauche           | États-Unis         | Oilers d'Edmonton · ( Ottawa)                        | Vipers de Vernon (LHCB)                          |
| 131  | Ryan Rehill        | Défenseur               | Canada             | Devils du New Jersey                                 | Blazers de Kamloops (LHOu)                       |
| 132  | Joonas Lyytinen    | Défenseur               | Finlande           | Predators de Nashville                               | Kalevan Pallo (Liiga)                            |
| 133  | Dysin Mayo         | Défenseur               | Canada             | Coyotes de l'Arizona                                 | Oil Kings d'Edmonton (LHOu)                      |
| 134  | Shane Gersich      | Centre ou ailier gauche | États-Unis         | Capitals de Washington                               | Équipe des États-Unis des moins de 18 ans (USHL) |
| 135  | Miro Karjalainen   | Défenseur               | Finlande           | Stars de Dallas                                      | Jokerit (Jr. B SM-sarja)                         |
| 136  | Chase Perry        | Gardien                 | États-Unis         | Red Wings de Détroit                                 | Wild de Wenatchee (NAHL)                         |
| 137  | Tyler Bird         | Ailier droit            | États-Unis         | Blue Jackets de Columbus · ( Edmonton) · ( Columbus) | Kimball Union Academy (USHS)                     |
| 138  | Oskar Lindblom     | Ailier gauche           | Suède              | Flyers de Philadelphie                               | Brynäs IF (J20 SuperElit)                        |
| 139  | Tanner Faith       | Défenseur               | Canada             | Wild du Minnesota                                    | Ice de Kootenay (LHOu)                           |
| 140  | Daniel Walcott     | Défenseur               | Canada             | Rangers de New York · ( Tampa Bay)                   | Armada de Blainville-Boisbriand (LHJMQ)          |
| 141  | Luc Snuggerud      | Défenseur               | États-Unis         | Blackhawks de Chicago · ( San José)                  | Eden Prairie High School (USHS)                  |
| 142  | Tyler Nanne        | Défenseur               | États-Unis         | Rangers de New York · ( Tampa Bay) · ( Saint-Louis)  | Edina High School (USHS)                         |
| 143  | Miguel Fidler      | Ailier gauche           | États-Unis         | Panthers de la Floride · ( Pittsburgh)               | Edina High School (USHS)                         |
| 144  | Anton Lindholm     | Défenseur               | Suède              | Avalanche du Colorado                                | Skellefteå AIK (J20 SuperElit)                   |
| 145  | Anthony Angello    | Centre                  | États-Unis         | Penguins de Pittsburgh · ( Anaheim)                  | Lancers d'Omaha (USHL)                           |
| 146  | Anders Bjork       | Ailier gauche           | États-Unis         | Bruins de Boston                                     | Équipe des États-Unis des moins de 18 ans (USHL) |
| 147  | Daniel Audette     | Centre                  | Canada             | Canadiens de Montréal                                | Phoenix de Sherbrooke (LHJMQ)                    |
| 148  | Andreas Söderberg  | Défenseur               | Suède              | Blackhawks de Chicago                                | Skellefteå AIK (J20 SuperElit)                   |
| 149  | Rourke Chartier    | Centre                  | Canada             | Sharks de San José · ( New York)                     | Rockets de Kelowna (LHOu)                        |
| 150  | Alec Dillon        | Gardien                 | Canada             | Kings de Los Angeles                                 | Grizzlies de Victoria (LHCB)                     |

### Sixième tour
| Rang | Joueur               | Position      | Nationalité | Équipe LNH                                       | Repêché de                                       |
| ---- | -------------------- | ------------- | ----------- | ------------------------------------------------ | ------------------------------------------------ |
| 151  | Christopher Brown    | Centre        | États-Unis  | Sabres de Buffalo                                | Cranbrook Schools (USHS)                         |
| 152  | Joey Dudek           | Centre        | États-Unis  | Devils du New Jersey · ( Floride)                | Kimball Union Academy (USHS)                     |
| 153  | Tyler Vesel          | Centre        | États-Unis  | Oilers d'Edmonton                                | Lancers d'Omaha (USHL)                           |
| 154  | Aaron Haydon         | Défenseur     | États-Unis  | Stars de Dallas · ( Calgary)                     | IceDogs de Niagara (LHO)                         |
| 155  | Kyle Schepp          | Centre        | États-Unis  | Islanders de New York                            | Bulldogs de Ferris State (NCAA)                  |
| 156  | Kyle Pettit          | Centre        | Canada      | Canucks de Vancouver                             | Otters d'Érié (LHO)                              |
| 157  | Jake Marchment       | Centre        | Canada      | Kings de Los Angeles · ( Caroline)               | Bulls de Belleville (LHO)                        |
| 158  | Nolan Vesey          | Ailier gauche | États-Unis  | Maple Leafs de Toronto                           | Kings de South Shore (USPHL)                     |
| 159  | Steven Spinner       | Ailier droit  | États-Unis  | Capitals de Washington · ( Winnipeg)             | Eden Prairie High School (USHS)                  |
| 160  | Pontus Själin        | Défenseur     | Suède       | Wild du Minnesota · ( Ottawa)                    | Östersunds IK (J20 SuperElit)                    |
| 161  | Brandon Baddock      | Ailier gauche | Canada      | Devils du New Jersey                             | Oil Kings d'Edmonton (LHOu)                      |
| 162  | Aaron Irving         | Défenseur     | Canada      | Predators de Nashville                           | Oil Kings d'Edmonton (LHOu)                      |
| 163  | David Westlund       | Défenseur     | Suède       | Coyotes de l'Arizona                             | Brynäs IF (J20 SuperElit)                        |
| 164  | Pavel Kraskovski     | Centre        | Russie      | Jets de Winnipeg · ( Washington)                 | Loko (MHL)                                       |
| 165  | John Nyberg          | Défenseur     | Suède       | Stars de Dallas                                  | Frölunda HC J20 (SuperElit)                      |
| 166  | Julius Vähätalo      | Ailier gauche | Finlande    | Red Wings de Détroit                             | TPS Turku (Jr. A SM-liiga)                       |
| 167  | Chase Lang           | Centre        | Canada      | Wild du Minnesota · ( New York) · ( Columbus)    | Hitmen de Calgary                                |
| 168  | Radel Fazleïev       | Centre        | Russie      | Flyers de Philadelphie                           | Hitmen de Calgary (LHOu)                         |
| 169  | Reid Duke            | Centre        | Canada      | Wild du Minnesota                                | Hurricanes de Lethbridge (LHOu)                  |
| 170  | Cristiano Digiacinto | Ailier gauche | Canada      | Lightning de Tampa Bay                           | Spitfires de Windsor (LHO)                       |
| 171  | Kevin Labanc         | Ailier droit  | États-Unis  | Sharks de San José                               | Colts de Barrie (LHO)                            |
| 172  | Chandler Yakimowicz  | Ailier droit  | États-Unis  | Blues de Saint-Louis                             | Knights de London (LHO)                          |
| 173  | Jaden Lindo          | Ailier droit  | Canada      | Penguins de Pittsburgh                           | Attack d'Owen Sound (LHO)                        |
| 174  | Maximilian Pajpach   | Gardien       | Slovaquie   | Avalanche du Colorado                            | Équipe de Slovaquie des moins de 18 ans (1.liga) |
| 175  | Adam Ollas Mattsson  | Défenseur     | Suède       | Flames de Calgary · ( Anaheim)                   | Djurgården Hockey (J20 SuperElit)                |
| 176  | Samuel Blais         | Ailier gauche | Canada      | Blues de Saint-Louis · ( Boston)                 | Tigres de Victoriaville (LHJMQ)                  |
| 177  | Hayden Hawkey        | Gardien       | États-Unis  | Canadiens de Montréal                            | Lancers d'Omaha (USHL)                           |
| 178  | Dylan Sikura         | Centre        | Canada      | Blackhawks de Chicago                            | Tigers d'Aurora (LHJO)                           |
| 179  | Ivan Nalimov         | Gardien       | Russie      | Blackhawks de Chicago · ( San José) · ( Rangers) | SKA-1946 (MHL)                                   |
| 180  | Matthew Mistele      | Ailier gauche | États-Unis  | Kings de Los Angeles                             | Whalers de Plymouth                              |

### Septième tour
| Rang | Joueur              | Position                | Nationalité        | Équipe LNH                                        | Repêché de                                       |
| ---- | ------------------- | ----------------------- | ------------------ | ------------------------------------------------- | ------------------------------------------------ |
| 181  | Victor Olofsson     | Attaquant               | Suède              | Sabres de Buffalo                                 | MODO Hockey (J20 SuperElit)                      |
| 182  | Hugo Fagerblom      | Gardien                 | Suède              | Panthers de la Floride · ( Montréal) · ( Floride) | Frölunda HC (J18 Elit)                           |
| 183  | Keven Bouchard      | Gardien                 | Canada             | Oilers d'Edmonton                                 | Foreurs de Val-d'Or (LHJMQ)                      |
| 184  | Austin Carroll      | Ailier droit            | Canada             | Flames de Calgary                                 | Royals de Victoria (LHOu)                        |
| 185  | Cameron Darcy       | Centre                  | États-Unis         | Lightning de Tampa Bay · ( Islander)              | Screaming Eagles du Cap-Breton (LHJMQ)           |
| 186  | MacKenze Stewart    | Défenseur               | Canada             | Canucks de Vancouver                              | Raiders de Prince Albert (LHOu)                  |
| 187  | Kyle Jenkins        | Défenseur               | Canada             | Hurricanes de la Caroline                         | Greyhounds de Sault-Sainte-Marie (LHO)           |
| 188  | Pierre Engvall      | Attaquant               | Suède              | Maple Leafs de Toronto                            | Frölunda HC (J20 SuperElit)                      |
| 189  | Kelly Summers       | Défenseur               | Canada             | Sénateurs d'Ottawa · ( Winnipeg)                  | Canadians de Carleton Place (LCHC)               |
| 190  | Francis Perron      | Ailier gauche           | Canada             | Sénateurs d'Ottawa                                | Huskies de Rouyn-Noranda (LHJMQ)                 |
| 191  | Jared Fiegl         | Ailier gauche           | États-Unis         | Coyotes de l'Arizona · ( New Jersey)              | Équipe des États-Unis des moins de 18 ans (USHL) |
| 192  | Matt Ustaski        | Centre ou ailier gauche | États-Unis         | Jets de Winnipeg · ( Washington) · ( Nashville)   | Rivermen de Langley (LHCB)                       |
| 193  | Edgars Kulda        | Ailier gauche           | Lettonie           | Coyotes de l'Arizona                              | Oil Kings d'Edmonton (LHOu)                      |
| 194  | Kevin Elgestål      | Ailier droit            | Suède              | Capitals de Washington                            | Frölunda HC (J20 SuperElit)                      |
| 195  | Patrick Sanvido     | Défenseur               | Canada             | Stars de Dallas                                   | Spitfires de Windsor (LHO)                       |
| 196  | Axel Holmström      | Centre                  | Suède              | Red Wings de Détroit                              | Skellefteå AIK (J20 SuperElit)                   |
| 197  | Olivier Leblanc     | Défenseur               | Canada             | Blue Jackets de Columbus                          | Sea Dogs de Saint-Jean (LHJMQ)                   |
| 198  | Jesper Pettersson   | Défenseur               | Suède              | Flyers de Philadelphie                            | Linköpings HC (SHL)                              |
| 199  | Pavel Jenyš         | Centre                  | République tchèque | Wild du Minnesota                                 | HC Kometa Brno (Extraliga)                       |
| 200  | Lukas Sutter        | Centre                  | États-Unis         | Islanders de New York · ( Tampa Bay)              | Rebels de Red Deer (LHOu)                        |
| 201  | Aleksandr Kadeïkine | Attaquant               | Russie             | Red Wings de Détroit · ( San José)                | Atlant Mytichtchi (KHL)                          |
| 202  | Dwyer Tschantz      | Ailier droit            | États-Unis         | Blues de Saint-Louis                              | Ice d'Indiana (USHL)                             |
| 203  | Jeff Taylor         | Défenseur               | États-Unis         | Penguins de Pittsburgh                            | Dutchmen d'Union (NCAA)                          |
| 204  | Julien Nantel       | Centre ou ailier gauche | Canada             | Avalanche du Colorado                             | Huskies de Rouyn-Noranda (LHJMQ)                 |
| 205  | Ondřej Kaše         | Ailier droit            | République tchèque | Ducks d'Anaheim · ( Toronto) · ( Anaheim)         | KLH Chomutov (Extraliga)                         |
| 206  | Emil Johansson      | Défenseur               | Suède              | Bruins de Boston                                  | HV71 (J20 SuperElit)                             |
| 207  | Jake Evans          | Centre ou ailier gauche | Canada             | Canadiens de Montréal                             | Buzzers de St. Michael's (LHJO)                  |
| 208  | Jack Ramsey         | Ailier droit            | États-Unis         | Blackhawks de Chicago                             | Vees de Penticton (LHCB)                         |
| 209  | Spencer Watson      | Ailier droit            | Canada             | Kings de Los Angeles · ( Rangers)                 | Frontenacs de Kingston (LHO)                     |
| 210  | Jacob Middleton     | Défenseur               | Canada             | Kings de Los Angeles                              | 67 d'Ottawa (LHO)                                |